# Walter Blumenfeld
Walter Blumenfeld (12 de julio de 1882 - 23 de junio de 1967) fue un psicólogo alemán que trabajó en el Perú desde la década de 1930 luego de ser expulsado por el gobierno nazi de aquel entonces. Blumenfeld por sus altos méritos en la docencia universitaria y la investigación es con toda justicia el fundador de la psicología científica en el Perú, además fue quien introdujo la psicología experimental y uno de los principales impulsores de esta disciplina en la Universidad Nacional Mayor de San Marcos. Su obra ha ejercido una vasta influencia en el desarrollo de la psicología peruana

## Biografía
Nació en Neuruppin, Alemania, el 12 de julio de 1882. Sus padres fueron Hermann Blumenfeld y Cecilia Meyer. Su infancia y adolescencia transcurrieron en su ciudad natal pero en su juventud se trasladó a Berlín y Múnich, donde siguió estudios en la Escuela de Ingeniería, donde se graduó como ingeniero electricista en el año 1906.
Se decicó a ejercer su profesión de ingeniero y empezó a mostrar interés por conocer la forma de solucionar los conflictos que surgían entre sus colegas y empleadores, debido a esto ingresó a estudiar filosofía, disciplina en la cual se incluía la psicología por ese entonces, entre los años 1908 y 1912. Se graduó de doctor en filosofía el año 1913 obteniendo la mención honrosa summa cum laude.
Se dedicó a la docencia en la Escuela de Ingenieros, el Instituto Pedagógico y en la Universidad de Múnich hasta el año 1935. Su experiencia también incluía la dirección de un laboratorio de psicología aplicada y la participación en comités editoriales de revistas científicas. Asimismo, había publicado una serie de libros y artículos especializados.
A raíz del surgimiento del nazismo en Alemania, aceptó la oferta de la Universidad Nacional Mayor de San Marcos para dedicarse a la docencia en el Perú. La dinámica en la que surgió su partida de Alemania es explicada por uno de sus discípulos, Modesto Rodríguez Montoya:

Entre los años 1934 y 1935 realizó en Alemania una de las últimas investigaciones, que tenía como objetivo conocer la forma como se manifestaban las actitudes psico-sociales de los estudiantes universitarios. Para ello utilizó una prueba y en ésta, en las preguntas formuladas, los sujetos investigados subrayaban una sola de la respuestas indicadas y sólo al final hizo una pregunta libre en la que deberían indicar otros problemas que estaban confrontando en dicha etapa de su vida. Al hacer la evaluación encontró que las respuestas dadas en esta última pregunta las enfocaban desde el punto de vista político porque expresaban que no estaban de acuerdo con la tendencia racista de los nazis, puesto que Hitler desencadenaba mucha furia contra los judíos en Alemania y Europa Central. Según las referencias que me hizo el Dr. Blumenfeld, los psicólogos y profesores tenían interés por conocer los resultados de esta investigación y por ello fue invitado para que expusiera sus puntos de vista. Posteriormente publicó este trabajo en un folleto y debido a esta publicación tuvo el problema que a continuación se expone. A pesar de que el Dr. Blumenfeld nunca tuvo interés por hacer investigaciones desde el punto de vista político sino más bien social, tal como lo acabamos de exponer, en la conferencia a la que se hace alusión hizo algunas referencias con respecto a que el psicólogo investigador se debe destacar por tener gran honorabilidad y una veracidad a toda prueba, puesto que al hacer la evaluación de las pruebas aplicadas sólo se debe considerar la forma cómo los sujetos investigados contestan las preguntas formuladas y aún en el caso de que dichas respuestas las hubiesen manifestado contra su persona, o sea en forma negativa, también las habría expuesto de esa manera y más bien después de obtenerla haría algunas aclaraciones u objeciones. Las nazis, sin tener en cuenta este criterio, consideraron como perjudicial para los intereses políticos de su partido dicha exposición, por eso ordenaron  fuera quemado el folleto publicado y por razones de su atavismo político que había comenzado a manifestarse por sus odios al nazismo, el Dr. Blumenfeld, así como sus familiares fueran expulsados de Alemania, dándole sólo un pasaje sin dejarle sacar ni siquiera un papel, tal como se hacía con aquellas personas consideradas como anti-nazis.
Rodríguez, 1994, pp. 18-19.color

Junto a su esposa, Margaret Mayer, quien tuvo un rol importante en su traslado a Sudamérica, emprendió viaje trayendo consigo, a pesar de las prohibiciones, algunos instrumentos psicológicos y diferentes escritos propios, incluyendo los instrumentos que él mismo había fabricado. Según señala el estudioso Reynaldo Alarcón (2000), al momento de su llegada al Perú, Walter Blumenfeld era ya un afamado psicólogo y psicotécnico en Alemania debido al rigor y originalidad de sus trabajos, ubicándose como una figura destacada de la psicotecnia y psicología experimental en Europa
Entre sus primeras actividades en el Perú, podemos mencionar que fue el primer director del Laboratorio de Psicología Experimental de la Facultad de Ciencias de la UNMSM, inaugurado el 14 de noviembre de 1935, y que se encargó de la preparación, ejecución y evaluación de las pruebas empleadas para los exámenes psicológicos de ingreso a la universidad. En la sección doctoral de la Facultad de Educación de la UNMSM, ejerció la enseñanza en el curso de Psicología del Aprendizaje (1946-1966)
Luego de años de intensa y fructífera carrera docente en beneficio de la psicología y educación se le confirió el título de Profesor Emérito de la UNMSM. También recibió las Palmas Magisteriales por parte del Ministerio de Educación.
Falleció en la ciudad de Lima, Perú, el 23 de junio de 1967, a la edad de 85 años.

## Publicaciones (relación incompleta)

### Libros
- Blumenfeld, W. Zur Kritischen Grundelegung der Psychologie. Berlín, 1920.
- Blumenfeld, W. Anwesung für das Psychologische Praktikum. 1925.
- Blumenfeld, W. Urteil und Beurteilung. Leipzig. 1931.
- Blumenfeld, W. Sinn und Unsinn. Munich, 1933.
- Blumenfeld, W. Jugend als Konflikssituation. Berlín, 1936.
- Blumenfeld, W. Introducción a la Psicología Experimental. Lima, 1946 (1.ª edición), 1954 (3.ª edición)
- Blumenfeld, W. Sentido y sinsentido. Buenos Aires, Editorial Losada, 1949. (Original: Munich 1933)
- Blumenfeld, W. La antropología filosófica de Martin Buber y la Filosofía antropológica. Lima, Sociedad Peruana de Filosofía, 1951.
- Blumenfeld, W. & Tapia, V. Investigaciones sobre ciertos rasgos caracterológicos. Lima, Editorial San Marcos, 1959.
- Blumenfeld, W. Valor y valoración. Lima, 1959.
- Blumenfeld, W. Psicología del Aprendizaje. Un libro para maestros y estudiantes. Lima, 1957 (1.ª edición, 197 pp), 1961 (2.ª edición), 1965 (3.ª edición), 1967 (4.ª edición corregida)
- Blumenfeld, W. La juventud como situación conflictiva. Lima, Universidad Nacional Mayor de San Marcos, 1963. (Original: Berlín, 1936)
- Blumenfeld, W. Contribuciones críticas y constructivas a la problemática de la ética. Lima, Universidad Nacional Mayor de San Marcos, 1966.

### Artículos
- Blumenfeld, W. Psicología Moderna (4 artículos). Diario El Comercio (Lima), 1935.
- Blumenfeld, W. La Psicología Comercial. Revista de la Facultad de ciencias Económicas, N.º 10, diciembre de 1937.
- Blumenfeld, W. The relationship between the optical and haptic construction of space. Acta Psychologica, N.º 2, pp. 126-175, 1937.
- Blumenfeld, W. ¿Se puede mejorar la inteligencia?. Diario El Comercio (Lima), 1938.
- Blumenfeld, W. El concepto de origen en Metafísica y Ciencia. Escritos en honor de Descartes. Publicación oficial de la Universidad de la Plata (Argentina), 1938.
- Blumenfeld, W. Las leyes psicológicas de la calificación. Anales del Instituto de Psicología (Buenos Aires), Tomo II, pp. 367-296, 1938.
- Blumenfeld, W. Sobre el concepto de inteligencia y su perfectibilidad metódica. Letras (Lima), vol. 4, núm. 9, 1938. https://doi.org/10.30920/letras.4.9.3
- Blumenfeld, W. Esquema de una teoría del juego. Revista de Filosofía y Derecho (Cuzco), pp. 18-26, 1939.
- Blumenfeld, W. Algunos fundamentos de la Psicología del anuncio comercial. Revista Ciencias Económicas, N.º 14, 1939.
- Blumenfeld, W. Investigaciones referentes a la Psicología de la Juventud Peruana (I). Revista de Ciencias, N.º 430, pp. 631-689, 1939.
- Blumenfeld, W. Investigaciones referentes a la Psicología de la Juventud Peruana (II). Revista de Ciencias, N.º 431, pp. 41-86, 1940.
- Blumenfeld, W. Psychology and typology of nearness and distance. Revista de Ciencias, N.º 434-435, pp. 917-950; 1-48, 41940-41.
- Blumenfeld, W. Don Quijote y Sancho Panza como tipos psicológicos. Revista de las indias (Bogotá), N.º 38, pp. 338-368, 1942.
- Blumenfeld, W. La psicología de la pubertad. Boletín del Instituto Psicopedagógico Nacional, Año I(1), pp. 9-45, 1942.
- Blumenfeld, W. & Sardón, M. A. Los rendimientos en el Test Colectivo de Terman, en su dependencia de la edad cronológica y del grado escolar. Boletín del Instituto Psicopedagógico Nacional, Año II(1), pp. 3-27, 1943.
- Blumenfeld, W. & Sardón, M. A. Revisión de Lima de la forma "A" del Test Colectivo de Terman y resultados de su aplicación. Boletín del Instituto Psicopedagógico Nacional, Año IV(1), pp. 1-122, 1945.
- Blumenfeld, W. El nivel mental de los alumnos de ambos sexos determinado mediante el Test colectivo de Terman. Boletín del Instituto Psicopedagógico Nacional, Año V(1), pp. 3-64, 1946.
- Blumenfeld, W. El desarrollo de dos formas equivalentes del Test colectivo de Terman (Revisión de Lima). Boletín del Instituto Psicopedagógico Nacional, Año VI(1), pp. 56-71.
- Blumenfeld, W. La tendencia a la introversión y la extraversión de la juventud peruana, a base del Inventario de Personalidad de R. G. Bernreuter. Boletín del Instituto Psicopedagógico Nacional. Año VI(2), 3-35.
- Blumenfeld, W. Las tendencias de la introversión y de la extraversión en la Juventud Peruana a base del "Inventario de la Personalidad" de Bernreuter. Boletín del Instituto Pedagógico Nacional. Año VII, N.º 2, pp. 3-35, 1948.
- Blumenfeld, W. Una modificación del test de Rorschach para evidenciar las características de la vida activa. Revista de Ciencias, Año VI, N.º 5, pp. 215-225, 1948.
- Blumenfeld, W. La precisión del "hilo negro" y la "ley de Weber". Revista de Ciencias, N.º 43, 1951.
- Blumenfeld, W. Experiencias con el Test colectivo de Terman (Revisión de Lima) en una época de desarrollo pedagógico tempestuoso. Revista Educación. Año VII, N.º 16, pp. 195-212, 1951
- Blumenfeld, W. Reflexiones sobre la diversidad de los engramas. Revista de Psicología General y Aplicada (Madrid), pp. 209-241, 1956.
- Blumenfeld, W. Los fundamentos de la ética y el principio generalizado de gratitud. Letras (Lima), 27(66-67), 1961, 18-35. https://doi.org/10.30920/letras.27.66-67.02
- Blumenfeld, W. Algunos problemas profesionales del maestro escolar. Nueva educación, 1962.
- Blumenfeld, W. Valor y desvalor didáctico de las definiciones. Revista Educación, 1962.
- Blumenfeld, W. Notas críticas sobre la enseñanza secundaria. Nueva educación, p. 164, 1963.

### Folletos
- Blumenfeld, W. Didáctica experimental. Reflexiones e investigaciones. Serie Estudios Psicopedagógicos N.º 5. Lima, Editorial San Marcos, 1956.
- Blumenfeld, W. & Tapia, V. Tests colectivos de inteligencia verbal. Serie Estudios Psicopedagógicos N.º 4. Lima, Editorial San Marcos, 1956.
- Blumenfeld, W. & Tapia, V. Didáctica experimental, reflexiones e investigaciones. Serie Estudios Psicopedagógicos N.º 9. Lima, Editorial San Marcos, 1959.
- Blumenfeld, W. & Tapia, V. Tests sobre el dominio del lenguaje. Serie Estudios Psicopedagógicos N.º 7. Lima, Editorial San Marcos, 1960.
- Blumenfeld, W. & Nieto, O. Investigaciones sobre tests de inteligencia y ciertos aspectos de ella. Serie Estudios Psicopedagógicos N.º 8. Lima, Editorial San Marcos, 1960.
- Blumenfeld, W. Notas sobre la elaboración de las pruebas objetivas. Serie Estudios Psicopedagògicos N.º 2. Lima, Universidad Nacional Mayor de San Marcos, 1966, 2.ª edición.